# Pałac biskupi w Ciążeniu
Późnobarokowy pałac biskupi w Ciążeniu, gmina Lądek, powiat słupecki. Wpisany do rejestru zabytków KOBiDZ pod numerem 22/335 w dniu 17 stycznia 1949 roku. Zbudowany został w latach 1758 - 1768 dla biskupa Teodora Czartoryskiego przez architekta Józefa Sacco i wykończony około 1810 w stylu rokokowym z inicjatywy biskupa Ignacego Raczyńskiego. Budynek trzykondygnacyjny, na parterze sześć pomieszczeń reprezentacyjnych o zbliżonej wielkości, bez centralnej dominanty w rodzaju salonu. Na parterze i na piętrze pomieszczenia w układzie dwutraktowym, amfiladowym. Na najwyższej, mieszkalnej kondygnacji pokoje połączone korytarzem. Budynek przykryty dachem mansardowym. Z zewnątrz parter wyodrębniony z bryły budynku poprzez silnie akcentowany gzyms, pseudoryzality z delikatnymi pilastrami wielkiego porządku. Kapitele pilastrów oraz przyczółki ryzalitów dekorowane rokokową sztukaterią. Pierwotny plan zakładał połączenie pałacu z oficynami za pomocą galerii na obu skrzydłach. Z powodu śmierci fundatora projekt ukończono tylko po stronie wschodniej.
Na początku XIX wieku gościł w pałacu car Aleksander I. 
W 1818 roku pałac przeszedł w ręce prywatne, do pułkownika Wacława Gutakowskiego. W 1935 r. majątek został zakupiony przez Wandę Gerlicz na licytacji.
W dwóch salonach na piętrze zachowały się rokokowe dekoracje stiukowe na plafonach i fasetach, o motywach architektonicznych, chińskich, ze scenami bukolicznymi i sielankowymi oraz ornamentami roślinnymi wykonane według projektów Francois de Cuvillie.
Pałac przejęty w 1969 przez poznański Uniwersytet. Obecnie w pałacu (parter) mieści się oddział Biblioteki Uniwersyteckiej w Poznaniu przechowujący największą w Polsce kolekcję druków masońskich (około 80 tys. woluminów), zgromadzonych w latach wojny przez hitlerowców a porzuconych w Środzie Śląskiej. Na dwóch wyższych kondygnacjach znajduje się dom pracy twórczej Uniwersytetu im. Adama Mickiewicza w Poznaniu z zapleczem hotelowym.
Wokół pałacu rozpościera się mały zabytkowy park francuski, wpisany do rejestru zabytków KOBiDZ pod numerem 99 w dniu 28 maja 1968 roku. przechodzący ku korytu Warty w park krajobrazowy o powierzchni 9,7 ha. 

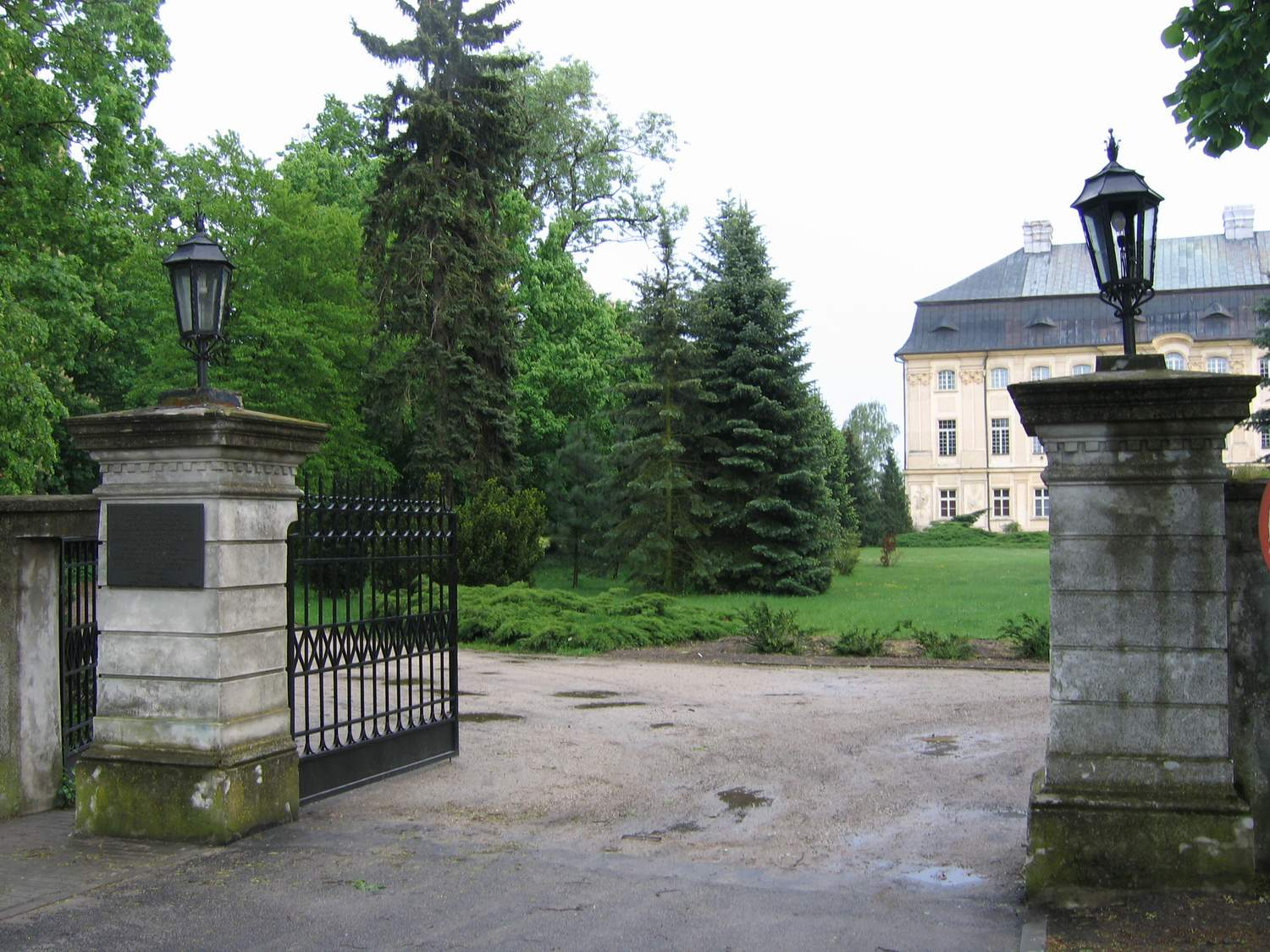
Brama wjazdowa
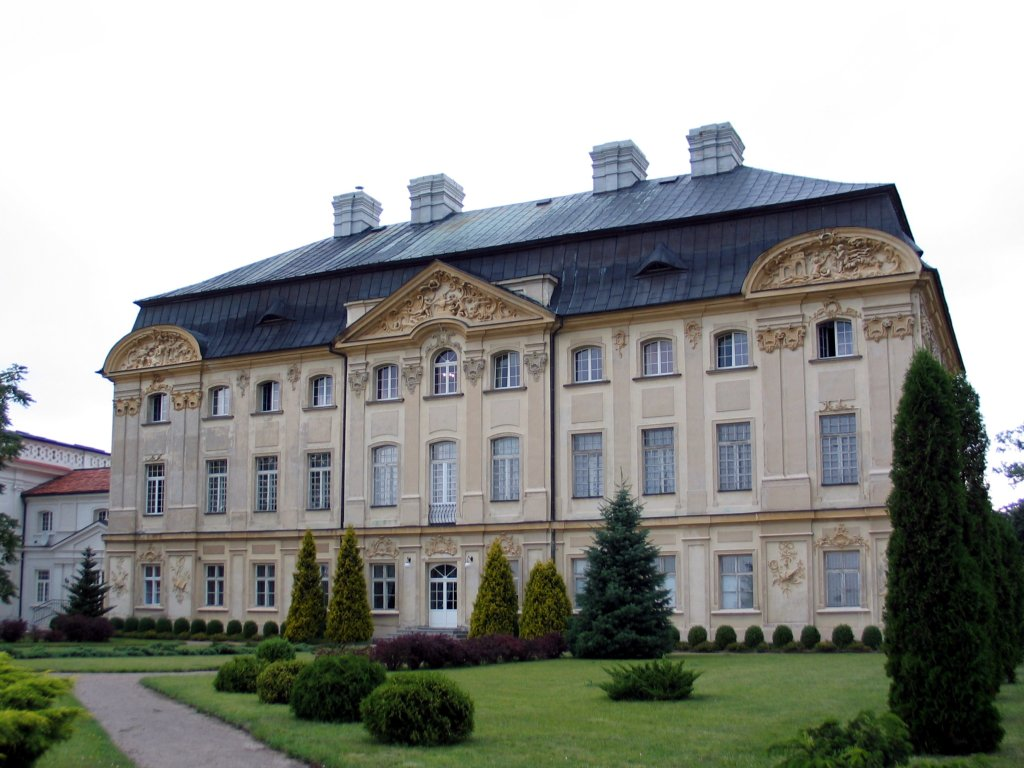
Pałac biskupi od strony ogrodu
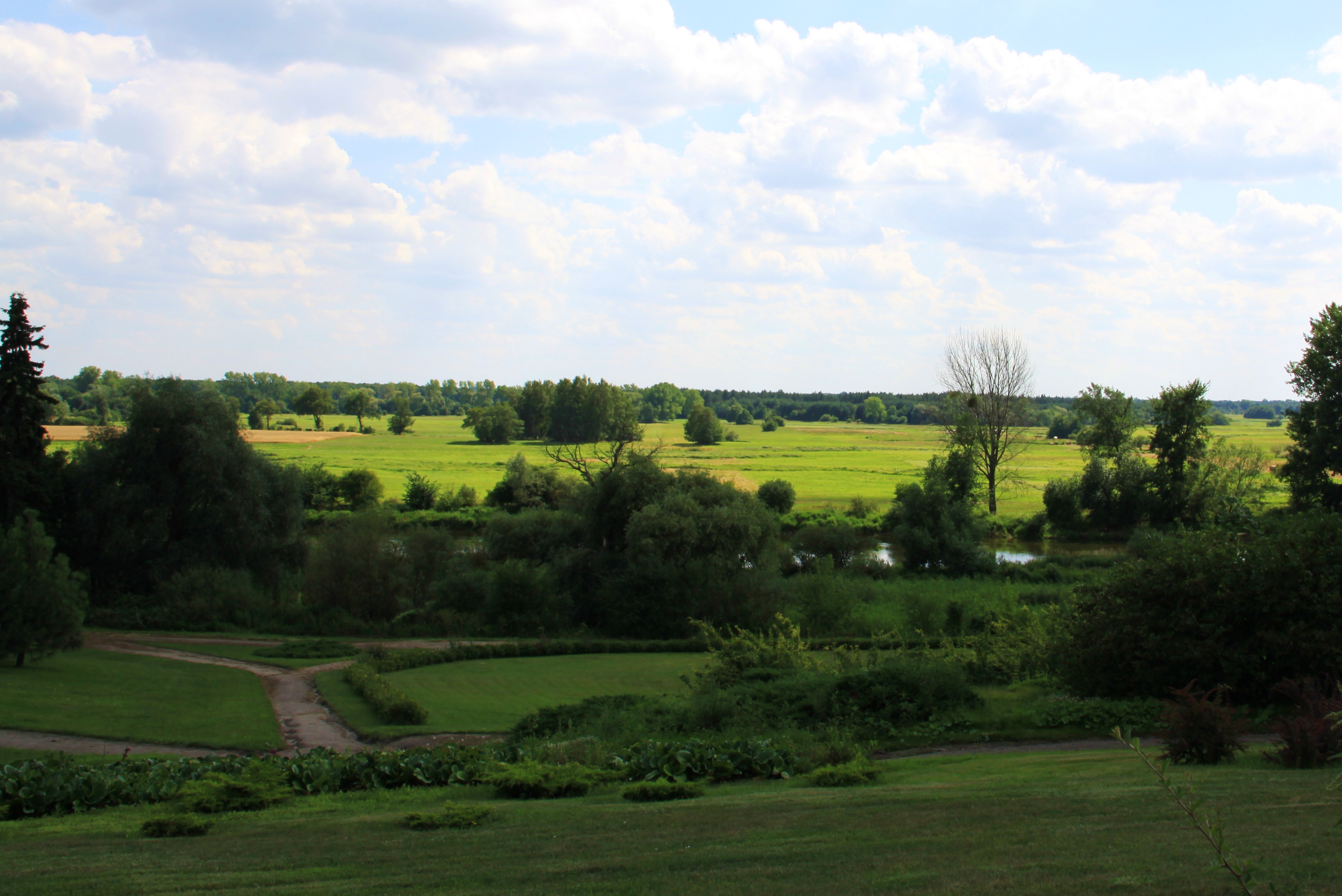
Park z widokiem na Wartę